# Фаркухарсон, Алекс
Алекс Фаркухасон (англ. Alex Farquharson, род. 1969) — британский куратор и искусствовед, с 2015 года директор Британской галереи Тейт, основанной Генри Тейтом. В качестве директора Tate Britain он является председателем жюри премии Тёрнера.
Он был куратором и директором выставок в галерее SpaceX, с 1994 по 1999 год, и был директором выставок в Центре визуальных искусств в Кардиффе с 1999 по 2000 год.
С 2000 по 2007 год Фаркухарсон был независимым куратором. К выставкам, которые он курировал в то время, относятся British Art Show 6 (с Андреа Шликер), открывшаяся в BALTIC , Gateshead в 2005 году, и If Everybody has a Ocean, выставка, вдохновленная Брайаном Уилсоном в галерее Тейт Сент-Айвс в 2007 году и CAPC Bordeaux в 2006 году. В то время Фаркухарсон преподавал курс магистратуры в Королевском колледже искусств и много писал о современном искусстве и экспериментальном кураторстве, часто публикуясь в frieze, Artforum и Art Monthly.
C 2007 по 2015 год Алекс был директором Центра современного искусства в Ноттингэме (Nottingham Contemporary). Созданный Caruso St John, центр открылся выставками, посвященными Дэвиду Хокни (его ранние годы в Лондоне и Лос-Анджелесе с 1960 по 1968 годы) и Фрэнсис Старк. Групповые выставки Фаркухарсона, курируемые в Nottingham Contemporary, включают «Aquatopia: The Imaginary of the Ocean Deep» (которая демонстрировалась в галерее Тейт Сент-Айвс, «Права природы: искусство и экология в Америке» (с TJ Demos), «Glenn Ligon: Encounters and Collisions» (с Ligon и Франческо Манакорда) (который побывал в галерее Тейт Ливерпуль, Звездный городок: будущее при коммунизме (с Лукасом Рондудой), Кафу: Гаити, Искусство и Воду (с Лией Гордон) и Невозможная тюрьма, содержавшаяся в бывших полицейских камерах в Галереях правосудия, Ноттингем.
Алекс является попечителем выставочного центра Raven Row, входил в комитеты по приобретению коллекций Arts Council Collection и Government Art Collection, а также входил в состав жюри премии Deutsche Börse Photography Prize в галерее Photographers в 2011 году, Лондоне и Британском павильоне на Венецианской биеннале в 2009 году.
Фаркухарсон имеет почетные докторские степени Ноттингемского и Эксетерского университетов. Он имеет степень бакалавра с отличием по английскому языку и изобразительному искусству Университета Эксетера (1991) и степень магистра с отличием в области искусствоведения от Лондонского Городского университета в 1993 году.